# القوات البرية الهولندية
القوات البرية الملكية الهولندية (بالهولندية: Landmacht) هي القوات البرية التابعة للقوات المسلحة الملكية الهولندية. ويقدر تعداها بزهاء 26 الف ناشط بدوام كامل وجزئي. وتتبع بولائها إلى التاج الهولندي.

## وصلات خارجية
- موقع جيش هولندا الملكي
- موقع متحف جيش هولندا الملكي